# モルドヴィン諸語
モルドヴィン諸語（モルドヴィンしょご、英語: Mordvin Language、ロシア語: мордовский язык）は、ロシアのヴォルガ川中流域にあたるモルドヴィア共和国周辺でモルドヴィン人によって話されている言語の総称。単にモルドヴィン語あるいはモルドヴァ語ということもある。

## 概要
モルドヴィン諸語は、ウラル語族のフィン・ウゴル語派に属すフィン・ヴォルガ諸語のひとつ。
エルジャ語（Эрзянский язык、エルジャ・モルドヴィン語）とモクシャ語（Мокшанский язык、モクシャ・モルドヴィン語）は別々の文章語を持つが、同じフィン・ヴォルガ諸語のグループに属すマリ語と比べると、お互いにごく近い関係にある。両言語の本来の話し手であるモルドヴィン人は120万の人口を持つが、モルドヴィン諸語を話すことができるものは90万人ほどである。
1. ↑  Hammarström, Harald; Forkel, Robert; Haspelmath, Martin et al., eds (2016). “Mordvin”. Glottolog 2.7. Jena: Max Planck Institute for the Science of Human History